# Vladan Kujović
Vladan Kujović (Servisch: Владан Кујовић) (Niš, 23 augustus 1978) is een Servisch voormalig voetbaldoelman die ook de Belgische nationaliteit heeft.

## Carrière
Begin jaren 90 ontdekte Eendracht Aalst de Joegoslaaf Dejan Veljković bij Radnički Niš. Via de connecties die deze transfer tot stand deden komen, kwam Aalst in 1997 ook uit bij doelman Vladan Kujović. Op 18-jarige leeftijd ruilde de jeugdinternational Niš voor Aalst, waar hij aanvankelijk in de schaduw stond van ervaren doelmannen Jan Van Steenberghe, Philippe Vande Walle en Nico Vaesen. Mede door de hulp van zijn landgenoot Veljković integreerde de tiener snel in België. Vanaf het seizoen 2000/01 werd de beloftevolle doelman titularis bij de Ajuinen. In het seizoen 2001/02 werd hij door de supporters van Eendracht Aalst verkozen tot beste speler. De club zakte dat jaar omwille van financiële problemen naar derde klasse.
Kujović degradeerde niet mee, hij was immers als een tijdje zeker van een transfer naar Roda JC. Bij de Nederlandse club werd hij in geen tijd een vaste waarde. Roda JC eindigde met de Serviër onder lat telkens veilig in de middenmoot. In het seizoen 2003/04 was hij een van de zes spelers die in alle 34 competitieduels in actie kwamen, van de eerste tot en met de laatste minuut. In het seizoen 2006/07 kreeg Kujović wel de concurrentie van Bram Castro te verduren. De Belgische doelman werkte zich onder trainer Huub Stevens op als eerste keuze en verdrong Kujović naar de bank. De Serviër weigerde dan ook bij te tekenen.
In de zomer van 2007 vertrok de transfervrije doelman naar Levante. Bij de Spaanse eersteklasser streed hij samen met Marco Storari om een plaats onder de lat. Kujović kwam 13 keer in actie voor Levante, dat in financiële moeilijkheden zat en uiteindelijk laatste werd in de Primera División.
Na het Spaanse avontuur keerde hij terug naar België. De inmiddels 30-jarige doelman sloot zich aan bij tweedeklasser Lierse SK, waar hij Sven Van der Jeugt meteen naar de bank verdrong. De Serviër werd de onbetwiste nummer 1 bij de Pallieters met wie hij in 2010 kampioen werd in tweede klasse. In oktober 2009 scoorde Kujović ook zijn eerste doelpunt. In een duel tegen KSK Beveren mocht hij bij een 5-0 stand een strafschop omzetten. Hij steeg met Lierse naar de Jupiler Pro League, maar speelde wel zijn plaats kwijt aan de Japanner Eiji Kawashima. Tijdens de winterstop zocht de transfervrije Kujović een nieuwe werkgever.
In februari 2011 vond Kujović onderdak bij Willem II. De Nederlandse club had door de blessures van Niki Mäenpää en Harmen Kuperus nood aan nieuwe keeper. Kujović verdedigde in totaal 8 wedstrijden het doel van de Tricolores.
In de zomer van 2011 versierde Kujović een opmerkelijke transfer. De net geen 34-jarige doelman tekende een contract bij Club Brugge, waar hij verenigd werd met oud-ploegmaat Philippe Vande Walle, die inmiddels keeperstrainer was, en Patrick Orlans, de man die hem destijds naar Aalst haalde. Club Brugge zag de ervaren doelman Geert De Vlieger stoppen en had nood aan een oudere doelman om jeugdproduct Colin Coosemans bij te staan. Toen Coosemans' prestaties erop achteruit gingen, speelde hij zijn plaats kwijt aan Kujović. In november 2011 trok het bestuur Bojan Jorgačević aan als nieuwe keeper. De landgenoot van Kujović werd eerste doelman maar kon de technische staf niet bekoren met zijn sportieve prestaties. Na een conflict met keeperstrainer Vande Walle speelde uiteindelijk ook Jorgačević zijn plaats kwijt aan Kujović.
Kujović maakte in mei 2015 bekend dat hij na afloop van het seizoen zijn loopbaan als profvoetballer beëindigde. Medio 2019 werd hij keeperstrainer bij MVV Maastricht. Door een blessure van Lars van Meurs zat Kujović ook geregeld op de bank als reservedoelman. Kujović vertrok aan het eind van het seizoen bij MVV Maastricht. In juli 2020 werd hij door Lommel SK aangesteld als keeperstrainer. Na vier seizoenen stapte Kujović over naar eersteklasser KVC Westerlo.

## Erelijst
| Nationaal        |    |         |
| Beker van België | 1x | 2015    |
| Nationaal        |    |         |
| Tweede klasse    | 1x | 2009/10 |

## Clubstatistieken
| Seizoen | Club             | Land               | Competitie         | Competitie | Competitie | Beker | Beker | Internationaal | Internationaal | Totaal | Totaal |
| Seizoen | Club             | Land               | Competitie         | Wed.       | Dlp.       | Wed.  | Dlp.  | Wed.           | Dlp.           | Wed.   | Dlp.   |
| ------- | ---------------- | ------------------ | ------------------ | ---------- | ---------- | ----- | ----- | -------------- | -------------- | ------ | ------ |
| 1997/98 | Eendracht Aalst  | Vlag van België    | Jupiler League     | 0          | 0          | 0     | 0     | —              | —              | 0      | 0      |
| 1998/99 | Eendracht Aalst  | Vlag van België    | Jupiler League     | 0          | 0          | 0     | 0     | —              | —              | 0      | 0      |
| 1999/00 | Eendracht Aalst  | Vlag van België    | Jupiler League     | 8          | 0          | 0     | 0     | —              | —              | 8      | 0      |
| 2000/01 | Eendracht Aalst  | Vlag van België    | Jupiler League     | 34         | 0          | 1     | 0     | —              | —              | 35     | 0      |
| 2001/02 | Eendracht Aalst  | Vlag van België    | Jupiler League     | 27         | 0          | 3     | 0     | —              | —              | 30     | 0      |
| 2002/03 | Roda JC Kerkrade | Vlag van Nederland | Eredivisie         | 22         | 0          | 0     | 0     | —              | —              | 22     | 0      |
| 2003/04 | Roda JC Kerkrade | Vlag van Nederland | Eredivisie         | 34         | 0          | 0     | 0     | —              | —              | 34     | 0      |
| 2004/05 | Roda JC Kerkrade | Vlag van Nederland | Eredivisie         | 32         | 0          | 0     | 0     | 2              | 0              | 34     | 0      |
| 2005/06 | Roda JC Kerkrade | Vlag van Nederland | Eredivisie         | 32         | 0          | 1     | 0     | 4              | 0              | 37     | 0      |
| 2006/07 | Roda JC Kerkrade | Vlag van Nederland | Eredivisie         | 21         | 0          | 1     | 0     | —              | —              | 22     | 0      |
| 2007/08 | Levante UD       | Vlag van Spanje    | Primera División   | 13         | 0          | 4     | 0     | —              | —              | 17     | 0      |
| 2008/09 | Lierse SK        | Vlag van België    | Exqi League        | 41         | 0          | 7     | 0     | —              | —              | 48     | 0      |
| 2009/10 | Lierse SK        | Vlag van België    | Exqi League        | 34         | 1          | 0     | 0     | —              | —              | 34     | 1      |
| 2010/11 | Lierse SK        | Vlag van België    | Jupiler Pro League | 6          | 0          | 2     | 0     | —              | —              | 8      | 0      |
| 2010/11 | Willem II        | Vlag van Nederland | Eredivisie         | 8          | 0          | 0     | 0     | —              | —              | 8      | 0      |
| 2011/12 | Club Brugge      | Vlag van België    | Jupiler Pro League | 1          | 0          | 0     | 0     | 5              | 0              | 6      | 0      |
| 2012/13 | Club Brugge      | Vlag van België    | Jupiler Pro League | 29         | 0          | 2     | 0     | 3              | 0              | 34     | 0      |
| 2013/14 | Club Brugge      | Vlag van België    | Jupiler Pro League | 0          | 0          | 0     | 0     | 0              | 0              | 0      | 0      |
| 2014/15 | Club Brugge      | Vlag van België    | Jupiler Pro League | 3          | 0          | 2     | 0     | 0              | 0              | 5      | 0      |
| 2019/20 | MVV Maastricht   | Vlag van Nederland | Eerste divisie     | 0          | 0          | 0     | 0     | —              | —              | 0      | 0      |
| Totaal  | Totaal           | Totaal             | Totaal             | 345        | 1          | 23    | 0     | 14             | 0              | 382    | 1      |